# حكومة مضر بدران الثالثة
حكومة مضر بدران الثالثة هي الحكومة الثانية والسبعون من حكومات المملكة الأردنية الهاشمية. شكّل مضر بدران الحكومة في 28 أغسطس عام 1980م، بتكليف من ملك الأردن الحسين بن طلال. وقد حلّت الحكومة في 10 يناير 1984.

## وصلات خارجية
- موقع رئاسة الوزراء